# Cantone di Montesquiou
Il Cantone di Montesquiou era una divisione amministrativa dell'arrondissement di Mirande.
A seguito della riforma approvata con decreto del 26 febbraio 2014, che ha avuto attuazione dopo le elezioni dipartimentali del 2015, è stato soppresso.

## Composizione
Comprendeva i comuni di:
- Armous-et-Cau
- Bars
- Bassoues
- Castelnau-d'Anglès
- Courties
- Estipouy
- Gazax-et-Baccarisse
- L'Isle-de-Noé
- Louslitges
- Mascaras
- Monclar-sur-Losse
- Montesquiou
- Mouchès
- Peyrusse-Grande
- Peyrusse-Vieille
- Pouylebon
- Saint-Christaud